# Коршилов (село)
Коршилов (укр. Коршилів) — село в Зборовской городской общине Тернопольского района Тернопольской области Украины.
Код КОАТУУ — 6122683702. Население по переписи 2001 года составляло 259 человек.
До 2020 года входило в Зборовский район.

## Географическое положение
Село Коршилов находится на левом берегу реки Западная Стрыпа,
выше по течению на расстоянии в 2 км расположено село Зарудье,
ниже по течению примыкает село Присовцы.

## История
- 1494 год — дата основания.